# Otiothops franzi
Otiothops franzi là một loài nhện trong họ Palpimanidae. Loài này được phát hiện ở Venezuela.